# Oskari Friman

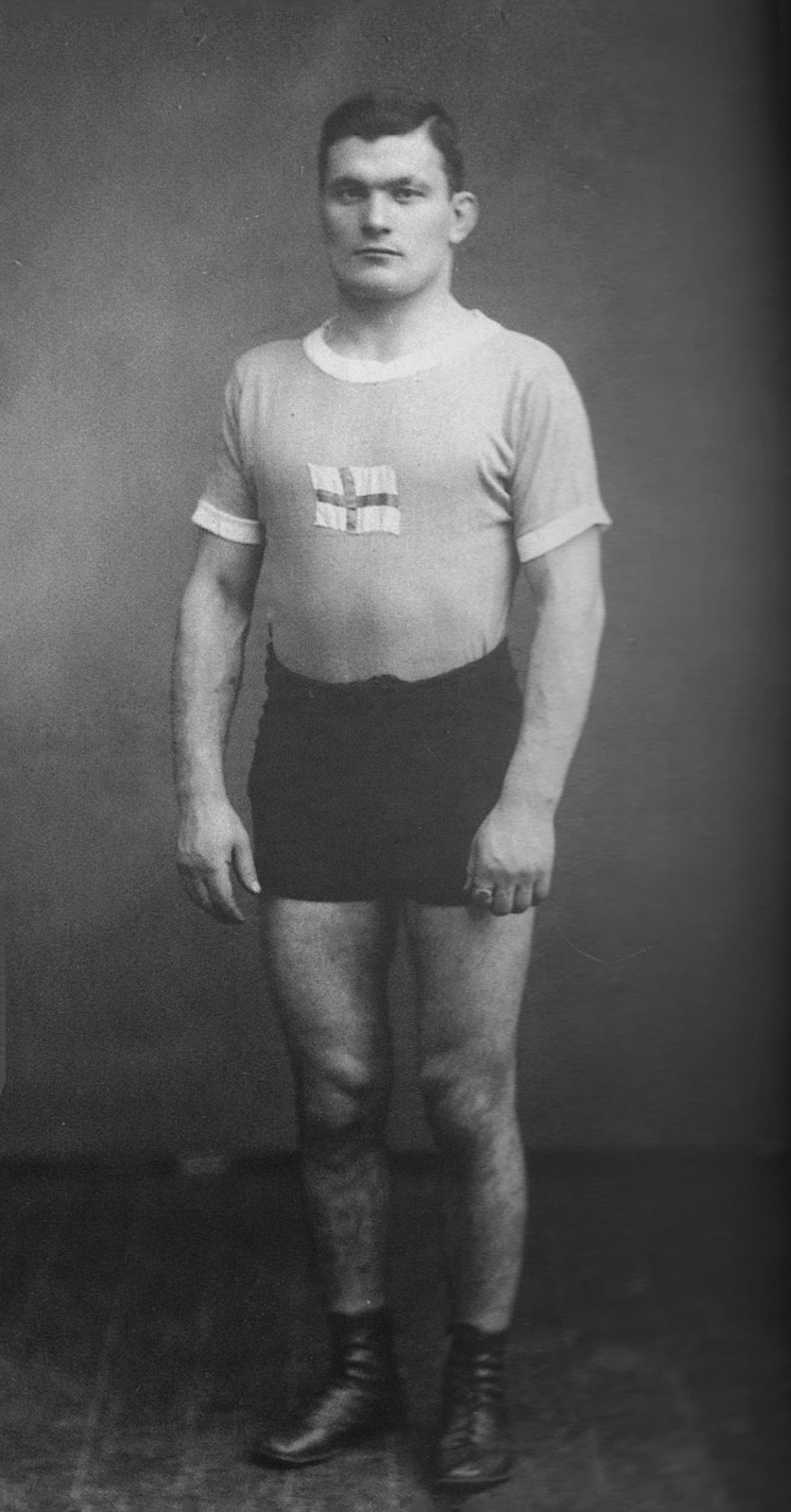
Oskari Friman.

Oskar David "Oskari" Friman, född 28 januari 1893 i Valkeala, död 19 oktober 1933 i Viborg, var en finländsk brottare. 
Friman som tog olympiskt guld i grekisk-romersk stil 1920 (fjädervikt) och 1924 (lättvikt).